# Font de Fórnols (el Meüll)
La Font de Fórnols és una font del terme municipal de Castell de Mur, en territori del mateix castell de Mur, de l'antic municipi de Mur, en terres del Meüll.
Està situada a 696 m d'altitud, a ponent de l'interfluvi entre la llau de Llució i el barranc de Fórnols.